# Ашико
Ашико — ударний музичний інструмент, різновид барабана, походженням із Західної Африки.

## Опис
Це односторонній барабан у формі перевернутого зрізаного конуса. Типовий ашико сягає 60 см заввишки, діаметр верхньої робочої поверхні 26 см, нижньої — 13 см. Корпус раніше виготовлявся із цільного куска дерева, зараз, частіше, з кількох дерев'яних планок. Зверху покритий шкірою кози (інколи антилопи або, рідше, корови), яка натягнута за допомогою шнурка навколо корпусу. Натяг мембрани контролюється системою мотузок і кілець. На ашико грають голими руками. Як і джембе виробляє резонуючий басовий тон, якщо б'ють у центрі, і високий дзвінкий — по краях обода.

## Історія
Ашико є традиційним музичним інструментом у народі йоруба, що проживає у Нігерії та Беніні. З мови йоруба слово ашико перекладається як «барабан» або «безмежний час», «воля». У культурі йоруба ашико використовувався у релігійних церемоніях, святкуваннях та як засіб спілкування на відстані.
Разом з рабами інструмент був завезений у країни Латинської Америки. На Кубі він називається боку та використовується під час карнавалів та вуличних святкувань. Аналогічні барабани використовуються у карибському регіоні Колумбії. На півдні Бразилії поширений схожий на ашико інструмент тімбау, який має подібну форму, але корпус виготовляється з алюмінієвої бляхи, а мембрана з синтетичного матеріалу.
Першу спробу популяризації ашико у США у 1930-х роках зробив Мозес Міаннс, емігрант з Німеччини. Популярним інструмент став у 1950-х роках завдяки нігерійському барабанщику Бабатунде Олатунджі. З того часу ашико почав використовуватися деякими західними музикантами, але, відносно, рідше ніж джембе, конга або бонго.